# Стрільба на літніх Олімпійських іграх 1956
Змагання зі стрільби на літніх Олімпійських іграх 1956 у Мельбурні тривали з 29 листопада до 5 грудня. Змагалися лише чоловіки. Розіграно 7 комплектів нагород.

## Медальний залік
| Дисципліна                             | Золото                       | Срібло                           | Бронза                       |
| -------------------------------------- | ---------------------------- | -------------------------------- | ---------------------------- |
| Швидкісний пістолет                    | Штефан Петреску · Румунія    | Євген Черкасов · СРСР            | Георге Лікіардопол · Румунія |
| Пістолет                               | Пентті Лінносвуо · Фінляндія | Махмуд Умаров · СРСР             | Оффутт Пініон · США          |
| Гвинтівка з трьох положень, 300 метрів | Василь Борисов · СРСР        | Аллан Ердман · СРСР              | Вільхо Юленен · Фінляндія    |
| Гвинтівка з трьох положень             | Анатолій Богданов · СРСР     | Отакар Горшинек · Чехословаччина | Йон Сундберґ · Швеція        |
| Гвинтівка лежачи                       | Джералд Уллетт · Канада      | Василь Борисов · СРСР            | Стюарт Боа · Канада          |
| Олень, що біжить                       | Віталій Романенко · СРСР     | Пер Олоф Шельдберґ · Швеція      | Володимир Севрюгін · СРСР    |
| Трап                                   | Галліано Россіні · Італія    | Адам Смельчинський · Польща      | Алессандро Чічері · Італія   |

## Країни-учасниці
Змагалися 156 стрільців з 37-ми країн:
| - Аргентина (4) - Австралія (12) - Бельгія (2) - Бразилія (4) - Канада (5) - Чилі (3) - Китайський Тайбей (1) - Колумбія (3) - Чехословаччина (4) - Данія (2) |  | - Фінляндія (4) - Франція (5) - Об'єднана німецька команда (2) - Велика Британія (6) - Греція (2) - Угорщина (5) - Індонезія (1) - Індія (2) - Італія (5) |  | - Японія (6) - Кенія (2) - Малайя (3) - Мексика (3) - Норвегія (5) - Пакистан (2) - Перу (8) - Філіппіни (5) - Польща (2) |  | - Пуерто-Рико (3) - Румунія (4) - Південно-Африканська Республіка (2) - Південна Корея (2) - СРСР (11) - Швеція (8) - США (8) - Венесуела (9) - Югославія (1) |

## Таблиця медалей
| Місце               | Країна               | Золото | Срібло | Бронза | Загалом |
| ------------------- | -------------------- | ------ | ------ | ------ | ------- |
| 1                   | СРСР (URS)           | 3      | 4      | 1      | 8       |
| 2                   | Італія (ITA)         | 1      | 0      | 1      | 2       |
| 2                   | Канада (CAN)         | 1      | 0      | 1      | 2       |
| 2                   | Румунія (ROU)        | 1      | 0      | 1      | 2       |
| 2                   | Фінляндія (FIN)      | 1      | 0      | 1      | 2       |
| 6                   | Швеція (SWE)         | 0      | 1      | 1      | 2       |
| 7                   | Польща (POL)         | 0      | 1      | 0      | 1       |
| 7                   | Чехословаччина (TCH) | 0      | 1      | 0      | 1       |
| 9                   | США (USA)            | 0      | 0      | 1      | 1       |
| Загалом (9 збірних) | Загалом (9 збірних)  | 7      | 7      | 7      | 21      |